# Carlo Cornacchia
Carlo Cornacchia (Altamura, 4 maggio 1965) è un allenatore di calcio, dirigente sportivo ed ex calciatore italiano, di ruolo difensore.

## Carriera

### Club
Difensore dotato di buona reattività e grinta, cresce nel Torino, senza tuttavia debuttare con la prima squadra. Debutta quindi dalle serie minori, scalando le gerarchie fino a ottenere la promozione in Serie A con la maglia del Cagliari, vestita per due stagioni.
Si trasferisce quindi all'Atalanta, dove segna, nella partita Atalanta-Foggia (4-4) del 12 aprile 1992, tre reti in quattordici minuti, tutte di testa, permettendo il pareggio della propria squadra. A oggi è la tripletta più veloce della storia per un difensore.
Disputa poi due stagioni al Napoli, dove tuttavia fatica a trovare spazio, e altrettante ad Ancona, per poi concludere la carriera nel Rimini in Serie C2.
Milita per due anni nei campionati di Promozione ed Eccellenza in Emilia-Romagna con la maglia della Scandianese.

### Dopo il ritiro
Cornacchia si trasferisce negli Stati Uniti dove entra a far parte dei Colorado Rush con l'incarico di allenatore di diverse formazioni giovanili, soprattutto l'Under-17, per poi diventare capo degli allenatori della società.
Vice allenatore di Daniele De Rossi alla SPAL, nell'ottobre del 2022 consegue la licenza UEFA Pro, il massimo livello formativo per un allenatore.  Il 14 febbraio 2023, dopo 17 panchine tra campionato e coppa nazionale, viene sollevato dall'incarico insieme all'allenatore romano.

## Palmarès

### Giocatore

#### Competizioni nazionali
- Campionato italiano Serie C1: 1

Reggiana: 1988-1989